# مناطق الحكم الذاتي في الصين

التقسيمات الإدارية والنزاعات الإقليمية. مناطق الحكم الذاتي باللون الأصفر

منطقة الحكم الذاتي هي تقسيم إداري من المستوى الأول في الصين. مثل المقاطعات الصينية، تتمتع المناطق المتمتعة بالحكم الذاتي بحكومتها المحلية الخاصة بها ومزيد من الحقوق التشريعية. وتعد مناطق الحكم الذاتي أعلى مستوى من كيان الأقليات المتمتعة بالحكم الذاتي في الصين، والتي تضم أكبر عدد من السكان من لأقلية عرقية معينة.
تأسست منطقة منغوليا الداخلية ذاتية الحكم في عام 1947، فيما أصبحت تركستان الشرقية تتمتع بالحكم الذاتي في عام 1955، أما قوانغشي ونينغشيا فأصبحتا تتمتعان بالحكم الذاتي في عام 1958. بينما تم ضم التبت رسميًا في عام 1951، وتمت تسميتها منطقة ذاتية الحكم في الصين في عام 1965.
تسبب تعيين قوانغشي ونينغشيا كمناطق حكم ذاتي لقومية هوي وهوانغ، على التوالي باحتجاجات شديدة من قبل الصينيين المحليين الهان، الذين يشكلون ثلثي سكان كل منطقة.[بحاجة لمصدر] على الرغم من أن قومية المغول شكلت أقل نسبة منهما في منغوليا الداخلية، إلا أن الحرب الأهلية الصينية التي تلت ذلك أعطت فرصة ضئيلة للاحتجاج.

## قائمة مناطق الحكم الذاتي
| قوميات الصين    | الاسم بالعربية                              | الخريطة          | الصينية المبسطة بينيين                     | الاسم المحلي باللغة القومية الكتابة بالحروف اللاتينية (لغة)                                     | اختصار                   | العاصمة                      | لغة                                    |
| --------------- | ------------------------------------------- | ---------------- | ------------------------------------------ | ----------------------------------------------------------------------------------------------- | ------------------------ | ---------------------------- | -------------------------------------- |
| تشوانغ          | قوانغشي (تشوانغ) منطقة الحكم الذاتي         | قوانغشي          | 广西壮族自治区 Guǎngxī Zhuàngzú Zìzhìqū    | Gvangjsih Bouxcuengh Swcigih (قوانغشي محلية/لغة قوانغشي)                                        | 桂 Guì (GZAR)            | نانينغ (南宁; Nanzningz)     | لغة قوانغشي، قوانغشي محلية (Vahcuengh) |
| المغول الصينيون | منغوليا الداخلية منطقة الحكم الذاتي         | منغوليا الداخلية | 内蒙古自治区 Nèi Měnggǔ Zìzhìqū            | ᠦᠪᠦᠷ ᠮᠣᠩᠭᠤᠯ ᠤᠨ ᠥᠪᠡᠷᠲᠡᠭᠡᠨ ᠵᠠᠰᠠᠬᠣ ᠣᠷᠣᠨ Öbür mongüol-un öbertegen zasaqu orun (المنغولية)          | 内蒙古 Nèi Měnggǔ (IMAR) | هوهوت (呼和浩特; ᠬᠥᠬᠡᠬᠣᠲᠠ)   | المنغولية                              |
| التبتيون        | منطقة التبت ذاتية الحكم منطقة الحكم الذاتي  | التبت            | 西藏自治区 Xīzàng Zìzhìqū                  | བོད་རང་སྐྱོང་ལྗོངས། Poi Ranggyong Jong (اللغة التبتية)                                                | 藏 Zàng (TAR)            | لاسا (拉萨; ལྷ་ས།)            | اللغة التبتية                          |
| أويغوريون       | سنجان منطقة الأويغور المتمتعة بالحكم الذاتي | سنجان            | 新疆维吾尔自治区 Xīnjiāng Wéiwú'ěr Zìzhìqū | شىنجاڭ ئۇيغۇر ئاپتونوم رايونى Xinjang Uyĝur Aptonom Rayoni منطقة شينجيانغ الويغورية ذاتية الحكم | 新 Xīn (XUAR)            | أورومتشي (乌鲁木齐; ئۈرۈمچی) | الأويغورية                             |
| هوي             | نينغشيا منطقة هوي المتمتعة بالحكم الذاتي    | نينغشيا          | 宁夏回族自治区 Níngxià Huízú Zìzhìqū       | لغة قومية هوي الصينية                                                                           | 宁 Níng (NHAR)           | ينشوان (银川)                | الدونغانية الصينية                     |

## الإحصائيات

### كثافة السكان
| المنطقة                 | الحصة الوطنية (%) | تعداد 2020  | تعداد 2010 ‏ | تعداد 2000 | تعداد 1990 | تعداد 1982 | تعداد 1964 | تعداد 1954 |
| ----------------------- | ----------------- | ----------- | ----------- | ---------- | ---------- | ---------- | ---------- | ---------- |
| قوانغشي                 | 3.55              | 50,126,804  | 46,026,629  | 43,854,538 | 42,245,765 | 36,420,960 | 20,845,017 | 19,560,822 |
| منغوليا الداخلية        | 1.70              | 24,049,155  | 24,706,321  | 23,323,347 | 21,456,798 | 19,274,279 | 12,348,638 | 6,100,104  |
| نينغشيا                 | 0.51              | 7,202,654   | 6,176,900   | 5,486,393  | 4,655,451  | 3,895,578  | *          | *          |
| منطقة التبت ذاتية الحكم | 0.26              | 3,648,100   | 3,002,166   | 2,616,329  | 2,196,010  | 1,892,393  | 1,251,225  | 1,273,969  |
| سنجان                   | 1.83              | 25,852,345  | 21,813,334  | 18,459,511 | 15,155,778 | 13,081,681 | 7,270,067  | 4,873,608  |
| المجموع                 | 7.85              | 110,879,058 | 101,725,350 | 93,740,118 | 85,709,802 | 74,561,891 | 41.714,947 | 31,808,503 |

### التكوين العرقي للمناطق المتمتعة بالحكم الذاتي
| التقسيم الاداري            | المجموعة العرقية الفخرية | هان الصينية | ثالث أكبر مجموعة عرقية |
| -------------------------- | ------------------------ | ----------- | ---------------------- |
| تركستان الشرقية (الأويغور) | 45.21%                   | 40.58%      | 6.74% (كازاخ)          |
| التبت (التبتيون)           | 92.8%                    | 6.1%        | 0.35% (قومية هوي)      |
| منغوليا الداخلية (مغول)    | 17.13%                   | 79.17%      | 2.14% (مانشو)          |
| نينغشيا (قومية هوي)        | 33.9%                    | 65.5 %      | 1.16% (مانشو)          |
| قوانغشي (تشوانغ)           | 32.0%                    | 62.0 %      | 3.0% (ياو)             |

تمثل مناطق الحكم الذاتي حوالي 45٪ من مساحة أراضي جمهورية الصين الشعبية

ملحوظة: في العمود «ثالث أكبر مجموعة عرقية» توجد المجموعة العرقية الواردة بين قوسين، بعد أسماء مناطق الحكم الذاتي وشعب الهان.